# Mazu
Mazu (xinès tradicional: 媽祖, xinès simplificat: 妈祖, pinyin: Māzǔ), també coneguda amb altres noms com: Matsu, Tian Fei o Tian Hou, és la deessa del mar en la mitologia xinesa que empara i protegeix els pescadors i mariners. També és venerada en el taoisme i el budisme mahayana.
Va començar sent humana, va esdevenir després una semideessa i finalment deessa. Com a humana va néixer en Meizhou (湄州), comtat de Putian (莆田县), província de Fujian, l'any 960, en una família de pescadors. La seva família tenia el cognom Lin (林). Ella va rebre el nom de Lin Moniang (xinès tradicional: 林默孃, xinès simplificat: 林默娘, pinyin: Lín Mòniáng). Moniang vol dir literalment "noia silenciosa", nom que va rebre perquè no va plorar quan va néixer. Va ser una excel·lent nedadora que, segons una de les versions de la seva llegenda, va salvar el seu pare d'un tifó, o, segons unes altres, va nedar eternament cercant-lo. Va morir el 4 d'octubre de 987. Després de la seva mort la iconografia la recorda com una jove de vestit vermell que vaga sempre pels mars acompanyada de dos dimonis, un de vermell amb dues banyes, i un altre verd, als quals va derrotar i la serveixen. El vestit vermell el porta per servir de guia als marins des de la costa. El culte a Mazu es va iniciar en la dinastia Song i en l'actualitat és venerada a les regions costaneres del sud-est de la Xina, especialment a Zhejiang, Fujian, Guangdong, Hainan i Taiwan, i també a l'est i el sud-est d'Àsia. En total hi ha al voltant de 1.500 temples de Mazu repartits per 26 països del món.